# Pozder Károly
Pozder Károly (Hőgyész, 1855. október 22. – Bártfa, 1897. december 23.) filozófiai doktor, állami gimnáziumi tanár, nyelvész, klasszika-filológus.

## Élete
A gimnáziumot Pécsett, bölcseleti tanulmányait a budapesti egyetemen végezte; ugyanitt tette le 1878. november 23-án a perzsa, görög és török nyelvből és irodalomból a doktori, december 11-én pedig a görög és latin filólogiából a középiskolai tanári vizsgálatot. 1879-től mint rendes tanár a losonci állami főgimnáziumban működött, 1884-től pedig a budapesti V. kerületi királyi katolikus főgimnáziumban tanított. Később állami gimnáziumi igazgató lett Bártfán, ahol vérmérgezés következtében 1897-ben elhunyt.

## Művei

### Folyóiratcikkek
Cikkei az Egyetemes Philologiai Közlönyben (1878-tól körülbelül 80 cikk és könyvismertetés); a Pesti Naplóban (1886. 62. szl Volapük, az egyetemes nyelv); az Országos középiskolai Tanáregylet Közlönyében (1888–89. könyvism.); a budapesti V. ker. főgymnasium Értesítőjében (1894. Szoborműveink, az intézet gipszöntévnyeit ismerteti) jelentek meg. Ezeken kívül a bécsi, berlini, stockholmi és kopenhágai volapük folyóiratokban több e nyelvű dolgozatot közöl. Szócikkeket írt az Ókori lexikonba, azonban a mű megjelenését már nem érte meg.

### Önállóan megjelent művei
- 1. A tudomány rózsaviránya. Egy parszi vallástan. Budapest, 1878. (Különnyomat bővítve az Egyetemes Philologiai Közlönyből).
- 2. Uj perzsa nyelvjárások. Budapest, 1880. (Értekezések a nyelv- és széptud. köréből VIII. 9.).
- 8. Terenti Adelphoe. Magyarázták Burián János és Pozder Károly. Budapest, 1882. (Görög és római remekírók iskolai Könyvtára).
- 4. Idegen szók a görögben és latinban. Budapest, 1883. (Értekezések a nyelv- és széptudományok köréből XI. 4.).
- 5. Anthologia latina. Latin lyrikus és dramatikus költők műveiből való szemelvények. Iskolai használatra magyarázta. Budapest, 1887. (Dávid Istvánnal együtt).
- 6. Tacitus műveiből való szemelvények. Budapest, 1889. (Dávid Istvánnal együtt).
- 7. Qu. Horatii Flacci Carmina. Edidit. Budapest, 1891.
- 8. Curtius György görög nyelvtana. (Alak- és mondattan). Ford. Ábel Jenő. III. lényegében változatlan kiadás. Rendezte. Budapest, 1896.